# Idomene laticaudata
Idomene laticaudata är en kräftdjursart som först beskrevs av Thompson och Scott 1903.  Idomene laticaudata ingår i släktet Idomene och familjen Thalestridae. Inga underarter finns listade i Catalogue of Life.